# Christian Timm
Christian Timm (* 27. Februar 1979 in Herten-Westerholt) ist ein ehemaliger deutscher Fußballspieler. Er arbeitet als Spielerberater.

## Laufbahn
Von der SG 1928 Herten-Langenbochum gekommen spielte Timm ab 1992 in der Jugendabteilung von Borussia Dortmund. Mit den Borussen gewann er in den Jahren 1996, 1997 und 1998 die Deutsche A-Juniorenmeisterschaft. 1998 hatte er Einsätze in der U-19 des DFB und nahm 1999 mit der U-20 am WM-Turnier in Lagos teil. In der U-21 absolvierte er von 1999 bis 2001 zehn Länderspiele.
Der Stürmer bestritt am 26. April 1997 gegen Arminia Bielefeld sein erstes Bundesligaspiel für Borussia Dortmund. Im Sommer 1999 wechselte Timm zum 1. FC Köln. Hier wurde er auf Anhieb zum Stammspieler und galt zu diesem Zeitpunkt als eine große Hoffnung für die deutsche Fußballnationalmannschaft. Im ersten Pflichtspiel gegen SG Wattenscheid 09 gelangen ihm vier Tore in einem Spiel.
2002 wechselte er zum 1. FC Kaiserslautern. Wegen immer wieder auftretender Verletzungsprobleme kam er in Kaiserslautern nur auf 26 Einsätze.
Im Januar 2005 wurde Timm von der SpVgg Greuther Fürth verpflichtet, wo er sich innerhalb einer kurzen Zeit wieder zum Stammspieler entwickelte. Seine erfolgreichste Spielzeit für die Fürther absolvierte der Stürmer in der Zweitligasaison 2006/07. Durch seine jüngsten Erfolge wollten mehrere Erstligisten den Angreifer verpflichten.
Zur Saison 2007/08 wechselte Timm zum Karlsruher SC zurück in die 1. Bundesliga. Dort erzielte er beim 2:0-Auswärtssieg gegen den FC Schalke 04 beide Tore und damit nach über vier Jahren wieder ein Bundesligator. 2009 stieg er mit dem KSC in die Zweite Bundesliga ab. In den folgenden Saisons kam er – auch verletzungsbedingt – nur noch vereinzelt zum Einsatz. In Karlsruhe spielte Timm als aktiver Fußballer dennoch seine längste Zeit und beendete hier auch seine Karriere.

## Weiterer Lebensweg
Nach seiner Fußballkarriere nahm Timm das Bachelorstudium Sport Business Management an der IST-Hochschule für Management in Düsseldorf auf und ist heute als Spielerberater für Bundesligaprofis im Frauen- und Männerfußball tätig.

## Erfolge
- 1997: Champions-League-Sieger: mit Borussia Dortmund
- 1997: Weltpokalsieger mit Borussia Dortmund
- 2000: Aufstieg in die 1. Bundesliga mit dem 1. FC Köln
- 2003: DFB-Pokal-Finale